# Archaeromma senonicum
Archaeromma senonicum is een vliesvleugelig insect uit de familie Mymarommatidae. De wetenschappelijke naam is voor het eerst geldig gepubliceerd in 1979 door Kozlov & Rasnitsyn.